# Apiolae
Apiolae fu una cittadella dei Latini distrutta dal re di Roma Tarquinio Prisco e localizzata a Castel Savello, tra Pavona e Albano Laziale.

## Storia
La cittadella di Apiolae viene riportata sia da Livio che da Plinio come oppidum Latinorum, ovvero come centro fortificato, per Dionigi era una non oscura città Latina, il cui territorio confinava con quello dei Sicani, mentre Strabone la descrive come città dei Volsci.  Lo studioso Antonio Nibby considerava Apiolae come la città latina più vicina a Roma, dopo la caduta di Alba Longa.
In seguito all'annessione dei Sicani, per opera dello stesso re Anco Marzio, gli Apiolani si ritrovarono quindi confinanti con gli stessi Romani. Morto il re e decaduto quindi il precedente accordo di pace con Roma, gli Apiolani invasero il vicino territorio romano compiendo saccheggi.
Il nuovo re Tarquinio Prisco, intenzionato a vendicare tali atti, prese d'assedio la cittadella di Apiolae ed una volta conquistata la distrusse, procedendo anche allo smantellamento delle sue mura di difesa. Con il bottino ricavato secondo alcune fonti si sarebbe iniziata l'edificazione del tempio di Giove Capitolino, mentre secondo altri si sarebbe finanziata la celebrazione degli splendidi giochi dei Ludi Romani. La popolazione sarebbe stata trasferita sull'Aventino, mentre secondo il racconto di Dionigi i sopravvissuti furono tratti come schiavi a Roma.

## Localizzazione
Oggi sul colle di Monte Savello si conservano alcuni blocchi di tufo arcaici inglobati nelle fondazioni del castello medievale dei Savelli ed un cornicione marmoreo con dedica ad Apollo ( (A)POLLINI SANCTO AEDE), pertinente probabilmente ad un tempio dedicato a questa divinità presente in antico sulla cima del colle. Lo stesso toponimo di Apiolae sembra infatti una variante arcaica locale legata ad Apollo.
Altro culto attestato nella zona è quello di Giuturna, sorella di Turno re di Ardea, la quale già riportata da Virgilio nell'Eneide (XII, 870-886), ha lasciato il proprio nome ad una sorgente omonima (oggi sorgente di Secciano) ed al laghetto adiacente, noto infatti come Lago di Giuturna (o di Turno) (oggi laghetto di Pavona).

## Critica storica
La circostanza che Apiolae non compaia in nessuna delle liste delle città scomparse del Lazio arcaico, nonostante fosse nota ai contemporanei e che con il bottino derivato dalla sua conquista, si siano organizzati i Ludi Magni, e si siano anche avviati i lavori per il Tempio di Giove Ottimo Massimo, potrebbe accreditare l'affermazione di Strabone, secondo il quale si trattava di una città volsca.